# Cancún

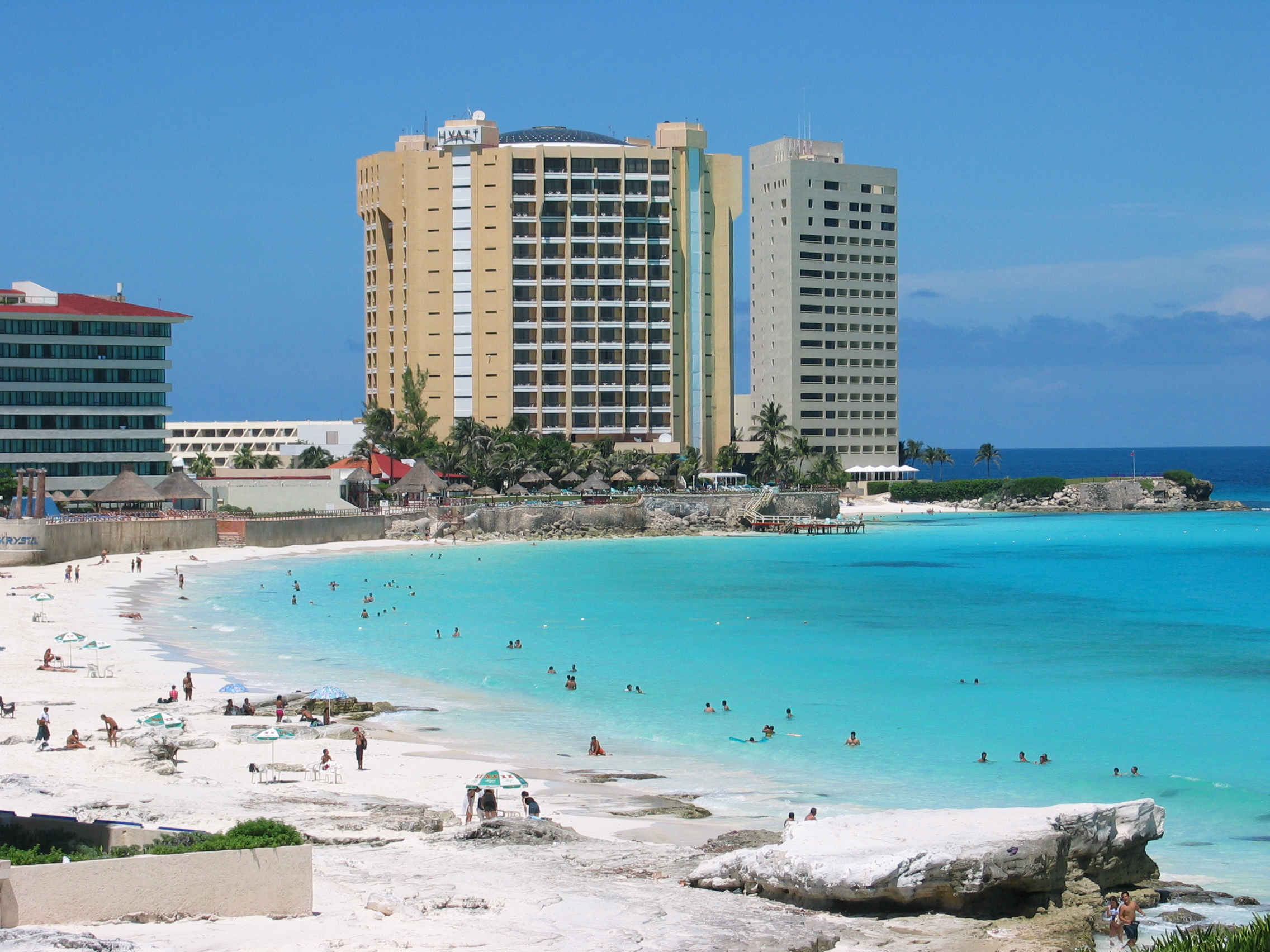
En strandremsa vid slutet på halvön.

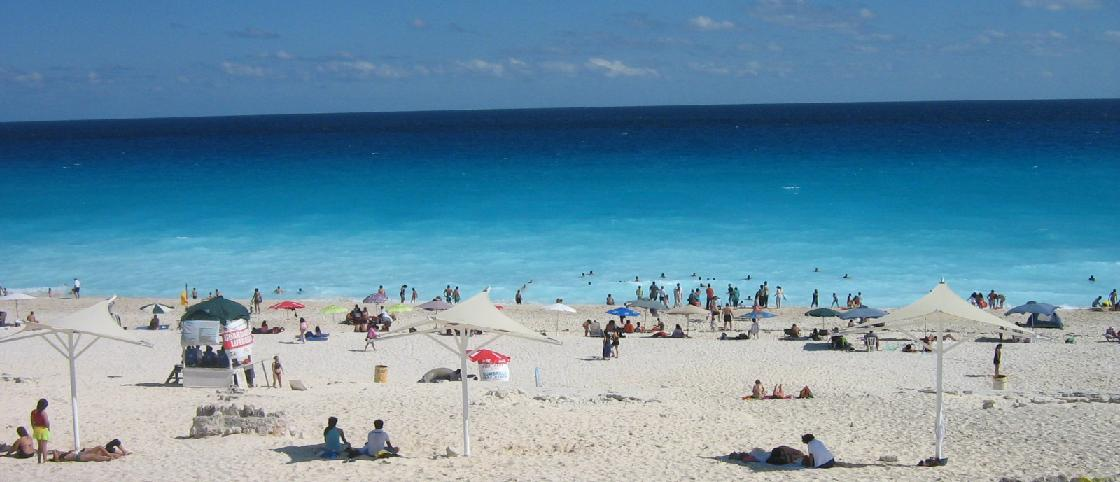
El Mirador Beach.

Cancún är den ostligaste större staden i Mexiko och den största staden i delstaten Quintana Roo. Den är belägen på Yucatánhalvöns nordöstra spets, där Mexikanska golfen möter Karibiska havet vid Yucatánkanalen.
Staden grundades den 20 april 1970, och har efter det snabbt utvecklats till en populär turistort. Den 22-23 oktober 1981 hölls där ett möte mellan ledarna för 22 länder, åtta i-länder och 14 u-länder, som handlade om fattigdomen och svälten i världen. Cancún drabbades hårt av orkanen Wilma den 22 oktober 2005 och man har efter det arbetat hårt och framgångsrikt med återuppbyggnad, bland annat med återställning av stränder.

## Geografi

### Stad och storstadsområde
Centrala Cancún beräknades ha 623 048 invånare år 2009, med totalt 677 926 invånare i hela kommunen på en yta av 2 100,71 km². Kommunens officiella namn är Benito Juárez. 
Storstadsområdet, Zona Metropolitana de Cancún, beräknades ha 692 870 invånare år 2009 på en yta av 3 020,76 km². Området består av de båda kommunerna Benito Juárez och Isla Mujeres. 
Cancún är en av de snabbast växande städerna i Mexiko. 1990 hade staden 167 730 invånare, år 2000 hade den mer än fördubblats till 397 191 invånare för att år 2010 beräknas ha ungefär 650 000 invånare.

### Andra städer inom samma latitud
- Honolulu, USA (Hawaii)
- Mecka, Saudiarabien
- Hanoi, Vietnam

## Klimat
Staden har ett fuktigt tropiskt klimat med omväxlande nederbörd under årets gång, men liten skillnad på temperatur.
Havstemperaturen är väldigt stabil och det skiljer endast 3 °C mellan den kallaste temperaturen 26 °C under januari-mars och 29 °C under juni-oktober. Faran för orkaner är som störst under sommarhalvåret, men kan i sällsynta fall faktiskt uppstå även under vintern.
|                                            | Jan | Feb | Mar | Apr | Maj | Jun | Jul | Aug | Sep | Okt | Nov | Dec |
| ------------------------------------------ | --- | --- | --- | --- | --- | --- | --- | --- | --- | --- | --- | --- |
| Normaldygnets maximitemperaturs medelvärde | 28  | 28  | 30  | 32  | 32  | 32  | 32  | 33  | 32  | 30  | 29  | 28  |
| Normaldygnets minimitemperaturs medelvärde | 18  | 18  | 19  | 21  | 22  | 23  | 23  | 23  | 23  | 22  | 20  | 18  |
|                                            |     |     |     |     |     |     |     |     |     |     |     |     |
| Nederbörd                                  | 77  | 51  | 29  | 37  | 80  | 144 | 68  | 69  | 156 | 196 | 76  | 80  |

| Diagram | temperaturer i °C • månadsnederbörd i mm | temperaturer i °C • månadsnederbörd i mm | temperaturer i °C • månadsnederbörd i mm | temperaturer i °C • månadsnederbörd i mm | temperaturer i °C • månadsnederbörd i mm | temperaturer i °C • månadsnederbörd i mm | temperaturer i °C • månadsnederbörd i mm | temperaturer i °C • månadsnederbörd i mm | temperaturer i °C • månadsnederbörd i mm | temperaturer i °C • månadsnederbörd i mm | temperaturer i °C • månadsnederbörd i mm | temperaturer i °C • månadsnederbörd i mm |
|         | 77 28 18                                 | 51 28 18                                 | 29 30 19                                 | 37 32 21                                 | 80 32 22                                 | 144 32 23                                | 68 32 23                                 | 69 33 23                                 | 156 32 23                                | 196 30 22                                | 76 29 20                                 | 80 28 18                                 |

| Jan         | Feb         | Mar         | Apr         | Maj         | Jun         | Jul         | Aug         | Sep         | Okt         | Nov         | Dec         |
| ----------- | ----------- | ----------- | ----------- | ----------- | ----------- | ----------- | ----------- | ----------- | ----------- | ----------- | ----------- |
| 26 °C 79 °F | 26 °C 79 °F | 26 °C 79 °F | 27 °C 81 °F | 28 °C 82 °F | 29 °C 84 °F | 29 °C 84 °F | 29 °C 84 °F | 29 °C 84 °F | 29 °C 74 °F | 28 °C 82 °F | 27 °C 81 °F |